# Macapule
Macapule är en ort i Mexiko.   Den ligger i kommunen Ahome och delstaten Sinaloa, i den västra delen av landet, 1 300 km nordväst om huvudstaden Mexico City. Macapule ligger 14 meter över havet och antalet invånare är 1 095.
Terrängen runt Macapule är mycket platt. Runt Macapule är det ganska tätbefolkat, med 83 invånare per kvadratkilometer. Närmaste större samhälle är Los Mochis, 18,2 km sydost om Macapule. Trakten runt Macapule består till största delen av jordbruksmark.